# Hugo II. (Burgund)

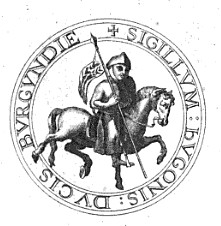
Siegel Hugos II.

Hugo II. genannt der Friedfertige (französisch Hugues II le Pacifique, * wohl 1085; † 1143 wohl kurz nach dem 6. Februar) war Herzog von Burgund von 1103 bis 1143.
Er war der Sohn und Erbe des Herzogs Odo I. aus der Dynastie der Kapetinger und der Sibylle von Burgund. Er übernahm schon 1101 die Regentschaft über das Herzogtum, als sein Vater zum Kreuzzug von 1101 aufbrach. Als sein Vater im Verlauf des Kreuzzuges starb, wurde er dessen Nachfolger als Herzog.
Er kämpfte 1109 unter König Ludwig VI. gegen den englischen König Heinrich I., dann gegen Kaiser Heinrich V., der 1124 in die Champagne eingefallen war.
Über diese beiden Episoden hinaus, die auch außerhalb seines Herzogtums stattfanden, gab es wenig Konflikte in seinem Herrschaftsbereich, wodurch der sich seinen Beinamen erwarb.

## Ehe und Nachkommen
Er heiratete um 1115 Mathilde de Mayenne († nach 1162) (Haus Mayenne), mit ihr hatte er folgende Kinder:
- Aigueline (* wohl 1116; † 1163); ⚭ um 1130 Hugo I. († 1155), Graf von Vaudémont
- Clémence (* wohl 1117) ⚭ Hervé III. de Donzy († 1187, Haus Semur)
- Odo II. (Eudes II.) (* wohl 1118; † 27. September 1162), 1143 Herzog von Burgund; ⚭ 1145 Marie von Champagne (* wohl 1128; † 7. August wohl 1190) 1162–1165 Regentin von Burgund, 1174 Äbtissin von Fontevrault, Tochter von Theobald, Graf von Champagne und Blois
- Walter (Gautier) (* wohl 1120; † 7. Januar 1180) 1162–1163 Erzbischof von Besançon, 1163 Bischof von Langres, Pair von Frankreich
- Hugo der Rote (Hugues le Roux) (* wohl 1121; † 1171), Herr von Navilly
- Robert (* wohl 1122; † 18. August 1140) 1140 Bischof von Autun
- Heinrich (Henri) (* wohl 1124; † 1170) Herr von Flavigny, Bischof von Autun
- Raimond (* wohl 1125; † 1156), Herr von Grignon und Montpensier
- Sibylle (* wohl 1126; † 1150); ⚭ 1149 Roger II. (1095–1154), 1130 König von Sizilien
- Douce (* wohl 1128), ⚭ Raymond de Grancey
- Arembourge (* wohl 1132), Nonne
- Matilde (* wohl 1130), ⚭ Wilhelm VII., Herr von Montpellier (Haus Montpellier)